# Petra Nordlund
Petra Iréne Nordlund McGahan, ogift Nordlund, född 27 mars 1969 i Boden i Överluleå församling i Norrbottens län, är svensk journalist och nyhetsankare. Hon är uppvuxen i Svartbjörnsbyn utanför Boden.

## Karriär
Nordlund gick journalistutbildningen vid Journalisthögskolan i Stockholm. Efter denna återvände hon till Norrbotten där hon började på TV4 Norrbotten i Luleå.
1996 flyttade hon till Stockholm och började med TV-programmet Tipslördag. På hösten 1997 började hon på TV4:s Nyhetsmorgon och arbetar periodvis som nyhetsankare i TV4:s nyhetssändningar.
Efter drygt 20 år på TV4 lämnade hon företaget för att från augusti till december 2018 programleda Brottscentralen på Expressen TV.
Nordlund har efter 2018 arbetat i mindre omfattning för TV4 som frilans och hon har även efter 2018 gjort några tillfälliga inhopp på TV4 i nyhetsprogram.

### Medverkan
Nordlund har bland annat medverkat som tävlande i Fångarna på fortet 1998, Rädda Barnens Bara Barn-gala 1999 med Martin Timell och 2001 med Tilde de Paula, samt vid Polarprisgalan vid flera tillfällen.